# Амалія Шоппе
Емма Софі Катаріна Амалія Шоппе, до шлюбу Вайзе (нім. Emma Sophie Katharina Amalia Schoppe (Weise); 9 жовтня 1791, Фемарн — 25 вересня 1858, Скенектаді) — німецька письменниця, перекладачка, журналістка та редакторка, також відома під псевдонімами Адальберт фон Шонен, Амалія та Марі. В першу чергу Шоппе відома як авторка книжок для дітей і молоді, хоча також написала численні історичні романи. Повне зібрання її творів налічує 200 томів.

## Біографія
Амалія Вайзе народилася в сім'ї лікаря Фрідріха Вільгельма Вайзе. Коли її батько помер у 1798 році, вона поїхала жити до дядька в Гамбург, поки її мати в 1802 році не одружилася з гамбурзьким купцем Йоганном Георгом Бурмайстером. У молодості Амалія Вайзе цікавилася переважно мовами та медициною.
У 1814 році одружилася з адвокатом Фрідріхом Генріхом Шоппе, від якого народила трьох синів. Після ранньої смерті чоловіка в 1829 році вона підтримувала сім'ю своєю активною письменницькою діяльністю. Деякий час керувала виправним домом для дівчат у Гамбурзі разом з письменницею Фанні Тарнов.
Вона дружила з Розою Марією Ассінг, Юстинусом Кернером і Адельбертом фон Шаміссо, а також опікувалася молодим поетом Фрідріхом Геббелем і знайшла йому покровителів, які дали йому змогу навчатися. З 1827 по 1846 рік вона видавала паризькі модні журнали, які також містили літературні внески. Шоппе також працювала для багатьох журналів і була редакторкою молодіжного журналу Iduna з 1831 по 1839 рік. З 1842 по 1845 рік вона жила в Єні, потім — знову в Гамбурзі. У 1851 році вона переїхала у США до сина.

### Як редактор/перекладач
- Gran Tacano oder Leben und Taten eines Erzschelms. Komischer Roman, frei nach dem Spanischen des Quevedo (1826, 2 Bände)
- Erste Nahrung für Geist und Herz... Frei nach dem Englischen der Early Lessons von M. Edgeworth (1827, 4 Bände)
- Franz und Marie oder Die unglücklichen Kinder. Eine moralische Erzählung nach M. Edgeworth (1829)
- Jugendleben oder Franz und Rosamunde. Zwei moralische Erzählungen nach M. Edgeworth (1829)
- Die schönen Tage der Kindheit in lehrreichen und unterhaltenden Erzählungen. Nach dem Engl. der M. Edgeworth (1829)
- Trofolium. Drei auserlesene Erzählungen nach dem Französischen des A. de Vigny. (1835)

### У співпраці
- Erzählungen (1820)
- Aurora (Erzählungen, 1839)

### Як редактор
- Henriette Freese: Erzählungen und kleine Romane (1826)
- Henriette Freese: Vier Erzählungen (1828)
- Iduna. Eine Zeitschrift für die Jugend beiderlei Geschlechts. ZDB-ID 1151509-0, (von 1831–1839)
- Sagenbibliothek oder Volkssagen, Legende und Märchen der freien Reichsstädte Hamburg, Lübeck, Bremen und deren Umgebungen, nach mündlichen Überlieferungen und alten Chroniken, 1832. (Neuauflage in 2 Bänden 1851)
- Album für Theater und Theater-Costüme (1842)
- Cornelia. Taschenbuch für deutsche Frauen auf das Jahr 1843. 28. Jg. 2te Folge, Gustav Georg Lange, Darmstadt, ZDB-ID 2636292-2,
- Cornelia. Taschenbuch für deutsche Frauen auf das Jahr 1844. 29. Jg. 2te Folge, Gustav Georg Lange, Darmstadt, ZDB-ID 2636292-2,

## Вшанування пам'яті
На честь Шоппе названі дорога в Гамбурзі (Aнім. malie-Schoppe-Weg) і вулиці у Бармштедті та Фемарні (нім. Amalie-Schoppe-Straße).